# Immunterapi
Immunoterapi är behandling av sjukdom med immunologiska metoder.

## Cancerbehandling
En princip för cancerbehandling varvid man förstärker immunsystemets inneboende förmåga att angripa tumörceller. Forskning inom området medförde att Nobelpriset i fysiologi eller medicin 2018 tillföll James P. Allison och Tasuku Honjo. Sådan immunterapi mot cancer, med så kallade immunkontrollpunktshämmare (engelska: immune checkpoint inhibitors), handlar om antikroppar mot de bromsande cellyteproteinerna CTLA-4 och PD-1 på mördar-T-celler och positiva resultat har observeras i flera typer av cancer, såsom lungcancer, njurcancer, lymfom och melanom. Det finns också immunterapi i kliniskt bruk som utgörs av monoklonala antikroppar mot PD-1-receptorns ligand, PD-L1. 
Immunkontrollpunktshämmare har sedan införandet fått allt fler kliniska indikationer i Sverige. Man har funnit att de kan vara särskilt gynnsamma vid cancer i mag-tarmkanalen och dess anslutande organ där tumörvävnaden uppvisar en form av genetisk instabilitet som kallas mikrosatellitinstabilitet, då cellens så kallade "mismatch repair"-system är defekt (engelska: "MSI high" or "dMMR"). I början av 2024 var imunkontrollpunktshämmarna nivolumab, ipilimumab, pembrolizumab, atezolizumab, durvalumab, cemiplimab, dostarlimab och avelumab godkända för kliniskt bruk i Sverige, antingen som ensam behandling eller i kombination med andra läkemedel mot cancer.
CAR-T-cellsbehandling (engelska: chimeric antigen receptor T cell therapy) är en immunterapi vid cancer. Vid CAR T-cellsterapi har T-celler från patienten själv eller en allogen donator inokulerats med en CAR. En CAR är en typ av fusionsprotein bestående av fyra delar: En antigenbindande extracellulär domän, en hinge-region, en transmembranös del och en intracellullär signaleringsdomän. Den antigenbindande domänen kan riktas mot i teorin vilket protein som helst som uttrycks på ytan av en cell. Om man skapar en antigenbindande domän som känner igen exempelvis ett antigen som uttrycks på tumörceller och sedan kopplar denna del till en intracellullär signamolekyl som CD28 eller 4-1BB kan man skapa ett immunsvar mot tumörcellerna.
CAR-T-cellsterapierna Yescarta (axicabtagene ciloleucel) och Kymriah (tisagenlekleucel) är godkända för behandling vid blodcancer av typen storcelligt B-cellslymfom och akut lymfatisk leukemi.

## Specifik immunterapi
Specifik immunterapi (mer allmänt känt som allergisprutor) är ett sätt att behandla patientens allergi mot pollen genom att öka toleransen genom att injicera ett utspätt extrakt med pollenallergen under huden. Behandlingen genomförs initialt en eller två gånger i veckan och man arbetar sig så småningom upp i högre doser. Behandlingen kan vara en längre tid, upp till flera månader.